# Дегтянка (Тамбовская область)
Дегтянка — село в Сосновском районе Тамбовской области России. Административный центр Дегтянского сельсовета.

## География
Дегтянка расположено в пределах Окско-Донской равнины, в южной части района на реке Челновая.
Климат
Дегтянка находится, как и весь район, в умеренном климатическом поясе, и входит в состав континентальной климатической области Восточно-Европейской Равнины. В среднем в год выпадает от 350 до 450 мм осадков. Весной, летом и осенью преобладают западные и южные ветра, зимой — северные и северо-восточные. Средняя скорость ветра 4-5 м/с.

## История
Село Дегтянка впервые упомянуто в межевой книге Козловского уезда, составленной в 1650 г. В ней упомянуты первые жители села - дети боярские: Лукьян Григорьев сын Нагибин, Федор Корнеев сын Черново, Кирил Иванов сын Борзово, Игнат Оксенов сын Холеев, Карп Степанов сын Башкатов, Конон Дмитриев сын Халеев, Петр Семенов сын Зуборев, Ондрей Степанов сын Гончаров, Похом Онтонов сын Онтонов, Карп Яковлев сын Петрищев, Ларион Кирилов сын Шушлебин, Олексей Ильин сын Смагин, Ермол Кузмин сын Батищев, Ермол Макаров сын Ботищев, Иван Григорьев сын Репин, Федор Васильев сын Уколов, Степан Иванов сын Малцов, Понкрат Иванов сын Артемов, Гаврил Петров сын Борисов, Савелий Иванов сын Золотухин, Лазарь Алифатов сын Мищин, Федор Дементьев сын Кислягин, Хрисанф Савельев сын Мясников, Иван Григорьев сын Халезов, Тихон Мартинов сын Виноходов, Григорий Ондреев сын Муратов, Федор Минаев сын Донковцов, Фома Андреев сын Башев, Гур Павлов сын Игнатов, Евсевий Данилов сын Позняков.
По писцовой книге князя Несвицкого 1650-1651 гг. село имело иное название — Нагорное. «Село Нагорное на реке Челновой...».
Практически сразу Нагорное было переименовано в Дегтянку. Село Дегтянка было окружено лиственными лесами. Из березовой коры жители выгоняли дёготь, который отправлялся в Москву и Коломну. Много дёгтя требовалось на обработку столбов для строительства оборонительных сооружений.
Ходили сюда отряды повстанцев Степана Разина, Е. Пугачева, К. Булавина, а отряд дяди Степана Разина — Никифора Чертка — разбил здесь царские войска в 1670 году.
В 1676 году епархиальные служки констатируют: «Церковь Казанской Божией Матери в с.Дегтянка. У этой церкви двор попа Василия, двор дьячка Стёпки, двор пономаря Анашки, два двора бобылевских».
В самом начале XVIII в. при переписи служилых людей в Дегтянке выявилось много беглецов "на Хопер", т.е. в Хоперское казачество. В результате чего много дворов остались пустыми.
Тогда же пустующие участки земли заняли помещики. Так в селе появились и крепостные. Помещице Феодосии Тантовой принадлежало 129 душ, а отставному майору Дмитрию Анфимову — 18 душ. Вскоре участки помещиков выделились в отдельное село — Новая Дегтянка (ранее Богородицкое).
15.07.1918 года начали действовать Ново-Дегтянский и Старо-Дегтянский волостные исполнительные комитеты органов Советской власти.
В 1920-1921 годы на Тамбовщине возникло крестьянское движение под руководством А.С.Антонова, в народе названное «антоновщиной». Часто они совершали налеты на Дегтянку.
6 мая 1921 года в с. Старая Дегтянка эскадрон 97-го кавполка отдельной кавалерийской бригады Г.И. Котовского атаковал повстанческую заставу. Потеряв 30 человек убитыми, кавалеристы уничтожили заставу.
В 1941 году на войну ушли более 700 дегтянцев и половина из них не вернулись домой.
С момента коллективизации и до 1955 года на территории с. Дегтянка был колхоз «Дружба». С 1935 по 1959 год с. Дегтянка являлось районным центром.
В настоящее время в селе находятся сельсовет, ООО «Союз-Агро-плюс», средняя школа, больница, аптека, Дом культуры, библиотека, почта, отделения связи, филиал Моршанского сбербанка, пункт бытового обслуживания, электроподстанция, участковое отделение милиции, 6 магазинов.
Согласно Закону Тамбовской области от 17 сентября 2004 года № 232-З село включено в состав образованного муниципального образования Дегтянский сельсовет.

## Население
В 1652 г. - "... в селе Нагорном шездесят девять дворов да четыре места дворовых помещиковых а людей в них двесте пятдесят семь человек...".
В 1664 г. - 161 человек мужского пола.
В 1674 г. - 195 человек мужского пола (в 109 дворах).
В 1716 г. - 195 человек служилого населения (80 мужского и 115 женского пола).
В 1722 г. - 191 душа мужского пола (в 33 дворах).
В 1744 г. - 384 души (205 однодворцев и 179 дворовых людей).
В 1763 г. - 1310 душ (однодворцев: 245 мужского и 267 женского пола; дворовых и крестьян: 511 мужского и 287 женского пола).
В 1811 г. - 587 мужского пола (однодворцев).
В 1816 г. - 1321 человек (640 мужчин и 681 женщина).
В 1858 г. - 1576 человек (812 мужчин и 764 женщины).
В 1868 г. - 1597 человек (818 мужчин и 779 женщин).
В 1880 г. - 2124 человека.
В 1897 г. - 2653 человека (1274 мужчины и 1379 женщин).
В 1911 г. - 3232 человека (1626 мужчин и 1606 женщин).
В 1914 г. - 3410 человек (1736 мужчин и 1674 женщины).
В 1926 г. - 3000 человек (1428 мужчин и 1572 женщины).
В 1928 г. - 3280 человек.
В 1939 г. - 2370 человек.
В 2010 г. - 676 человек.
| Число   | 257     | 161  | 195     | 195  | 191  | 384  | 1310 | 587  | 1321 | 1576 | 1597 | 2124 | 2653 | 3232 | 3410 | 3000 | 3280    | 2370 | 676  |
| ------- | ------- | ---- | ------- | ---- | ---- | ---- | ---- | ---- | ---- | ---- | ---- | ---- | ---- | ---- | ---- | ---- | ------- | ---- | ---- |
| Мужчины | 257     | 161  | 195     | 80   | 191  | 384  | 756  | 587  | 640  | 812  | 818  |      | 1274 | 1626 | 1736 | 1428 |         |      |      |
| Женщины |         |      |         | 115  |      |      | 554  |      | 681  | 764  | 779  |      | 1379 | 1606 | 1674 | 1572 |         |      |      |
| Год     | 1650-52 | 1664 | 1674-75 | 1716 | 1722 | 1744 | 1763 | 1811 | 1816 | 1858 | 1868 | 1880 | 1897 | 1911 | 1914 | 1926 | 1928-29 | 1939 | 2010 |

## Инфраструктура
Школа. Дегтянский сельский дом культуры.

## Транспорт
Остановка общественного транспорта «Каменбродская».